# Vertigo Films
La Vertigo Film è una casa di produzione e di distribuzione cinematografica britannica con sede a Londra, guidata dal direttore Rupert Preston.

## Storia
La Vertigo Films nasce nel 2002 a Londra grazie al produttore Allan Niblo, al regista Nick Love, al distributore Rupert Preston ed all'imprenditore Rob Morgan.
La società nasce per poter distribuire i due film The Football Factory e It's All Gone Pete Tong.

## Filmografia parziale

### Produzione
- The Football Factory, regia di Nick Love (2004)
- WΔZ (w Delta z), regia di Tom Shankland (2007)
- Bronson, regia di Nicolas Winding Refn (2008)
- The Firm, regia di Nick Love (2009)
- StreetDance 3D, regia di Max Giwa e Dania Pasquini (2010)
- Monsters, regia di Gareth Edwards (2010)
- StreetDance 2, regia di Max Giwa e Dania Pasquini (2012)
- The Sweeney, regia di Nick Love (2012)
- Monsters: Dark Continent, regia di Tom Green (2014)

### Distribuzione in Gran Bretagna
- The Football Factory, regia di Nick Love (2004)
- Le seduttrici (A Good Woman), regia di Mike Barker (2004)
- Pusher 2 - Sangue nelle mie mani (Pusher II), regia di Nicolas Winding Refn (2004)
- Pusher 3 (Pusher III), regia di Nicolas Winding Refn (2005)
- Il futuro non è scritto - Joe Strummer (Joe Strummer: The Future Is Unwritten), regia di Julien Temple (2007)
- Shrooms - Trip senza ritorno (Shrooms), regia di Paddy Breathnach (2007)
- WΔZ (w Delta z), regia di Tom Shankland (2007)
- Prison Escape (The Escapist), regia di Rupert Wyatt (2008)
- Bronson, regia di Nicolas Winding Refn (2008)
- Humpday - Un mercoledì da sballo (Humpday), regia di Lynn Shelton (2009)
- The Cove - La baia dove muoiono i delfini (The Cove), regia di Louie Psihoyos (2009)
- Doghouse, regia di Jake West (2009)
- StreetDance 3D, regia di Max Giwa e Dania Pasquini (2010)
- Monsters, regia di Gareth Edwards (2010)
- Point Blank (À bout portant), regia di Fred Cavayé (2010)
- StreetDance 2, regia di Max Giwa e Dania Pasquini (2012)
- Monsters: Dark Continent, regia di Tom Green (2014)